# Dreams of Sanity
Dreams of Sanity — австрийская симфоник-метал-группа. После альбома The Game была расформирована участниками группы.

## История
Музыкальный коллектив Dreams Of Sanity был сформирован в 1991 году, в городе Инсбрук (Innsbruk), Австрия. Первоначальный состав группы выглядел следующим образом: барабанщик Ромед Астнер (Romed Astner), гитарист, поэт и основной вдохновитель Кристиан Маркс (Christian Marx) и басист Майкл Кнофлах (Michael Knoflach). Вскоре в группу приходит вокалистка Сандра Шлерет (Sandra Schleret). В первое время все «бэк вокальные» партии исполнял Кристиан Марк, но когда их исполнение стало мешать его игре на гитаре, группа решила найти на эту роль вторую вокалистку, которой впоследствии стала Мартина Хорнбахер (Martina Hornbacher).
В 1994 году Dreams of Sanity записывают своё первое демо которое не привлекло к себе большого внимания. В 1996 группа записывает две песни (Komödia Part 1 and 2), благодаря которым они получили «Lacrimosa Prize» (приз группы Lacrimosa), а впоследствии подписали контракт с лейблом «Hall Of Sermon».
В конце года они отправились в тур под названием «Dark Winter Nights» (с англ. «Тёмные Зимние Ночи») вместе с такими группами как Lacrimosa, The Gathering, Sentenced и D-Age, а в январе 1997 записали «Komödia».
После записи альбома происходит смена и уход различных участников, в результате которых в Dreams of Sanity приходят Фредерик Хейл (Frederic Heil) — клавиши, и Харальд Обексер (Harald Obexer) — ударные. Также было решено отказаться от женского бэк-вокала.
Каждый альбом Dreams Of Sanity представляет собой концептуальную работу.
Так, произведение «Божественная Комедия» Данте Алигьери легло в основу лирики альбома «Komödia».
Основой для концепции альбома Masquerade явилась книга французского прозаика Гастона Леру (1868—1927) «Призрак Оперы (роман)» (Le Fantome de l’Opera), опубликованная в 1910 году.
В 2000 году вышел третий студийный альбом группы «The Game», который был записан в августе 1999 в Impuls Studios в городе Гамбург.
После записи альбома опять происходит смены участников состава: на смену старым приходят Florian Steiner — клавиши и Patrick Schrittwieser — ударные.
Альбом «The Game» тоже имеет свою концепцию, которая основана на тех чувствах, которые может иногда вызывать реальная жизнь. Оформлением альбома занимался Andreas Seebacher. 28 сентября в Инсбруке состоялась его презентация. В декабре 2000 Sandra Schleret покинула группу, на её смену пришла Barbara Peer.

## Состав

### Последний состав
- Christian K. Marx — гитара (1991—2002)
- Michael Knoflach — бас (1991—2002)
- Sandra Schleret — вокал (1994—2000, 2001—2002)
- Andreas Wildauer — гитара (1994—2002)
- Harald Obexer — ударные (1999—2002)
- Frédéric Heil — клавишные (2000—2002)

### Другие участники
- Hannes Richter — ударные (1991—1993)
- Gudrun Gfrerer — вокал (1992—1993)
- Florian Ratzesberger — гитара, клавишные (1992—1994)
- Robert — вокал (1993—1994)
- Birgit Moser — вокал (1993—1994)
- Stefan Manges — клавишные (1993—1997)
- Romed Astner — ударные (1993—1997)
- Hornbacher (Martina Astner) — вокал (1994—1997)
- Harald Obexer — ударные (1997—1999)
- Frédéric Heil — клавишные (1997—2000)
- Barbara Peer — вокал (2000—2001)

## Дискография

### Полноформатные альбомы
- Komödia (1997)
- Masquerade (1999)
- The Game (2000)

### Неоконченные альбомы
- The End (2002)